# John Grey, 1. Baron Grey of Rotherfield

Wappen von John Grey, 1. Baron Grey of Rotherfield

John Grey, 1. Baron Grey of Rotherfield KG (* 29. Oktober 1300 in Rotherfield Greys, Oxfordshire; † zwischen 1. und 20. September 1359 in Rotherfield Greys) war ein englischer Adliger, Militär und Höfling.

## Herkunft
John Grey entstammte einer Linie der weitverzweigten anglonormannischen Familie Grey. Er war der älteste Sohn von Sir John Grey und dessen Frau Margaret Oddingsells. Beim Tod seines Vaters 1311 wurde er zum Erben von dessen Besitzungen, die vornehmlich in Oxfordshire und Yorkshire lagen.

## Militärdienst und Fehde mit William la Zouche
Nachdem er 1321 volljährig geworden war, begann Grey eine militärische Karriere. 1322, 1323 und 1327 nahm er an Feldzügen nach Schottland teil, dazu diente er 1325 während des Kriegs von Saint-Sardos in der Gascogne. Vor 1330 wurde er zum Ritter geschlagen. Nach dem Sturz von Eduard II. und der Hinrichtung von dessen Favoriten Hugh le Despenser 1326 versuchte Grey, dessen reiche Witwe Eleanor zu heiraten. Dies führte zu einer erbitterten Fehde mit William la Zouche, 1. Baron Zouche of Mortimer. Am 26. Januar 1329 berief der König eine Kommission ein, die Greys Behauptung, Zouche hätte seine Frau Eleanor aus Hanley in Worcestershire entführt, untersuchen sollte. Im Parlament zu Michaelis 1331 wurden die beiden Kontrahenten ermahnt, den Frieden zu wahren, doch Anfang 1332 kam es in der Gegenwart des Königs und des Kronrats zu einer tätlichen Auseinandersetzung zwischen den beiden, bei der Grey den Dolch gegen seinen Kontrahenten zog. Beide wurden daraufhin im Tower of London inhaftiert, doch während Zouche bald wieder freikam, blieb Grey im Tower und seine Besitzungen kamen unter königliche Verwaltung. Vermutlich kam er auch wenig später wieder frei, doch der Streit zwischen den beiden ging weiter. Grey wandte sich schließlich an den Papst, der am 15. Mai 1333 Bischof Roger Northburgh von Lichfield und Coventry anwies, den Streitfall zu lösen. Vor Gericht konnte Grey für seine Behauptung keine Zeugen nennen, so dass letztlich die Ehe zwischen Zouche und Eleanor bestätigt wurde und Grey leer ausging.

## Weiterer Militärdienst und Karriere als Höfling
Grey nahm anschließend seine militärische Karriere wieder auf und diente während des Zweiten Schottischen Unabhängigkeitskriegs 1335 in Schottland. Ab 1338 wurde er als Baron Grey of Rotherfield zum Parlament und zu den Ratsversammlungen geladen. 1340 unterstützte er die Erhebung der Steuer des Neunten in Bedfordshire und Buckinghamshire, doch in den nächsten Jahren diente er vor allem weiter als Soldat. Neben dem Dienst in Schottland nahm er auch während des Hundertjährigen Kriegs an den Feldzügen von Eduard III. nach Flandern und Frankreich teil. Dabei kämpfte er 1346 in der Abteilung des Königs in der Schlacht bei Crécy und nahm danach im Gefolge von William de Clinton, 1. Earl of Huntingdon an der Belagerung von Calais teil. Für seine Dienste erhielt er am 10. Dezember 1346 vom König die Erlaubnis, seine Herrenhäuser in Rotherfield Greys, das spätere Greys Court, und in Sculcoates bei Hull zu befestigen. Nach 1347 diente er häufig am Königshof. Er gehörte zu den Gründungsmitgliedern des Hosenbandordens und wurde vor 1348 zu den Knight of the King's Chamber. Er nahm an mehreren Turnieren teil und wurde im Dezember 1349 Steward of the Royal Household, was er bis zu seinem Tod blieb. Damit gehörte er zum engsten Gefolge des Königs. 1355 nahm er noch an einem Feldzug nach Frankreich teil, und Anfang 1356 begleitete er den König nach Schottland.
Durch seine beiden Heiraten erwarb Grey weitere Besitzungen in Yorkshire, Lincolnshire, Sussex und Gloucestershire. Den Schwerpunkt seiner Besitzungen blieben jedoch seine Güter in Oxfordshire, wo er auch einige lokale Ämter übernahm. 1337 stiftete er der Franziskanerniederlassung in Oxford ein Stück Land im Umland der Stadt. Er starb, wahrscheinlich plötzlich, zwischen dem 1. und 20. September 1359, nachdem er noch am 6. Juli bei Richard FitzAlan, 10. Earl of Arundel für einen Kredit des Königs gebürgt hatte.

## Ehen und Nachkommen
Grey war zweimal verheiratet. In erster Ehe war er vor dem 1. März 1312 mit Katherine, einer Tochter und Teilerbin von Brian Fitzalan, 1. Baron Fitzalan aus Bedale in Yorkshire verheiratet. Mit ihr hatte er mindestens zwei Kinder:
- John Grey, 2. Baron Grey of Rotherfield
- Maud Grey ⚭ John de Botetourt, 2. Baron Botetourt

Seine Frau starb wahrscheinlich vor 1329, da er um diese Zeit versuchte, Despensers Witwe Eleanor zu heiraten. Nach 1343 heiratete er Avice, eine Tochter von John Marmion, 2. Baron Marmion. Mit ihr hatte er zwei mindestens zwei weitere Söhne:
- John Marmion
- Robert Marmion

Sein Erbe wurde sein Sohn John Grey aus seiner ersten Ehe.